# Dieter Bast
Dieter Bast (28 de agosto de 1951) es un exfutbolista alemán.
En total, Bast jugó 412 partidos en la Bundesliga y marcó 54 goles. Debutó en la Bundesliga el día de su cumpleaños 19 por el club alemán Rot-Weiss Essen. Posteriormente, se estableció en el equipo, por lo que, en la búsqueda de un título en la liga, fue a jugar al VfL Bochum, equipo en el que jugó 192 partidos desde 1983 hasta su retiro jugó para el Bayer Leverkusen.
Bast jugó para la selección nacional Sub-23 de Alemania en 1973, y en el segundo equipo de la selección Nacional en la temporada 1976-77. A pesar de haber jugado en la Bundesliga ininterrumpidamente por 15 años para distintos equipos, nunca pudo ganar trofeo alguno.

## Trayectoria
| Club                | País     | Año       |
| ------------------- | -------- | --------- |
| Rot-Weiss Essen     | Alemania | 1970-1977 |
| VfL Bochum          | Alemania | 1977-1983 |
| Bayer 04 Leverkusen | Alemania | 1983-1986 |
| Rot-Weiss Essen     | Alemania | 1986-1989 |

- Datos: Q315063